# Hadena pygmaea
Hadena pygmaea là một loài bướm đêm trong họ Noctuidae.